# Ферганский район
Ферга́нский райо́н (тума́н; узб. Farg‘ona tumani / Фарғона тумани) — район Ферганской области Узбекистана. Административный центр — город-курорт Вуадиль (Вуадил).
Административно в подчинении Ферганского района находятся 2 узбекских эксклава внутри Кыргызстана, образующие территорию Шахимардан..

## География
Район расположен на юго-востоке области, со всех сторон (кроме восточной) он окружает территорию, находящуюся в подчинении горсовета областного центра — города Фергана.
Граничит с Алтыарыкским, Куштепинским, Ташлакским и Кувинским районами области, а также с Баткенской и Ошской областями Кыргызстана.

## История
13 февраля 1943 года 3 сельсовета Ферганского района были переданы в новый Вуадильский район. 8 июня 1943 года часть территории района был передана в новый Кувасайский район. 7 марта 1959 года Кувасайский район был присоединён к Ферганскому району, а 14 декабря 1959 года — часть территории упразднённого Вуадильского района.

## Население
Население составляют узбеки (90 %), русские, киргизы, татары и другие.

## Экономика
Основное занятие жителей — орошаемое хлопководство, приусадебное огородничество и садоводство.

## Административное деление
В районе есть три поселка городского типа: Вуадиль, Чимион, Шахимардан и множество сел.